# Opius apfelbeckianus
Opius apfelbeckianus är en stekelart som beskrevs av Fischer 1967. Opius apfelbeckianus ingår i släktet Opius och familjen bracksteklar. Inga underarter finns listade i Catalogue of Life.